# چنه سر
چنه سر، روستایی از توابع بخش مرکزی شهرستان صومعه‌سرا در استان گیلان ایران است.
این روستا زادگاه پدری شهید دفاع مقدس فرخ کاظم‌خواه است.
از کشت و کار و محصولات اصلی روستا میتوان به کشت برنج و ترب اشاره نمود.

## جمعیت
این روستا در دهستان کسما قرار دارد و براساس سرشماری مرکز آمار ایران در سال ۱۳۸۵، جمعیت آن ۲۱۴ نفر (۶۱خانوار) بوده‌است.